# Lloyd Dyer
Lloyd Richard Dyer (ur. 13 września 1982 w Birmingham) – angielski piłkarz występujący na pozycji pomocnika w Burton Albion.